# William Smithers
William Smithers (* 10. Juli 1927 in Richmond, Virginia als Marion Smithers) ist ein US-amerikanischer Schauspieler.
Erstmals stand Smithers im Jahr 1952 für einer Fernsehserie vor der Kamera. Es folgten wenige Filme, aber zahlreiche Auftritte in Fernsehproduktionen. Von 1981 bis 1989 spielte er in der Serie Dallas 50 Folgen lang in einer wiederkehrenden Nebenrolle den Ölfirma-Investor Jeremy Wendell. Nebenbei trat er unter anderem in Raumschiff Enterprise; Kobra, übernehmen Sie; Walker, Texas Ranger; Hunter; Agentin mit Herz; Sledge Hammer! und Quincy auf. Zuletzt trat er 1994 in Erscheinung, sein Schaffen umfasst mehr als 75 Produktionen.
Der Schauspieler ist seit 1995 mit Lorrie Hall Smithers verheiratet.

## Filmografie (Auswahl)
- 1952: Goodyear Television Playhouse (Fernsehserie, Folge 2x07)
- 1952–1953: Suspense (Fernsehserie, 4 Folgen)
- 1953: Hamlet (Fernsehfilm)
- 1955–1957: Westinghouse Studio One (Fernsehserie, 6 Folgen)
- 1955–1961: Armstrong Circle Theatre (Fernsehserie, 6 Folgen)
- 1956: Ardennen 1944 (Attack)
- 1960–1961: The Witness (Fernsehserie, 6 Folgen)
- 1964: The Parisienne and the Prudes
- 1965: Preston & Preston (The Defenders, Fernsehserie, Folge 4x21)
- 1965–1966: Peyton Place (Fernsehserie, 56 Folgen)
- 1966: Die Seaview – In geheimer Mission (Voyage to the Bottom of the Sea, Fernsehserie, Folge 3x12)
- 1966/1968: Kobra, übernehmen Sie (Mission: Impossible, Fernsehserie, 2 Folgen)
- 1967: Tarzan (Fernsehserie, Folge 2x07)
- 1967–1968: Invasion von der Wega (The Invaders, Fernsehserie, 2 Folgen)
- 1967–1969: FBI (The F.B.I., Fernsehserie, 4 Folgen)
- 1968: Mannix (Fernsehserie, Folge 1x21)
- 1968: Raumschiff Enterprise (Star Trek, Fernsehserie, Folge 2x25 Brot und Spiele)
- 1968: Ihr Auftritt, Al Mundy (It Takes a Thief, Fernsehserie, Folge 2x06)
- 1968/1970: Twen-Police (The Mod Squad, Fernsehserie, 2 Folgen)
- 1969: The Bold Ones: The New Doctors (Fernsehserie, Folge 1x03)
- 1969–1970: Der Chef (Ironside, Fernsehserie, 2 Folgen)
- 1970: Hawaii Fünf-Null (Hawaii Five-O, Fernsehserie, Folge 2x16)
- 1970: Dr. med. Marcus Welby (Marcus Welby, M.D., Fernsehserie, Folge 1x19)
- 1970: The Brotherhood of the Bell (Fernsehfilm)
- 1970: The Name of the Game (Fernsehserie, 2 Folgen)
- 1972: Trouble Man
- 1973: Gefährlicher Ruf (Call to Danger, Fernsehfilm)
- 1973: Owen Marshall – Strafverteidiger (Owen Marshall: Counselor at Law, Fernsehserie, Folge 2x22)
- 1973: Scorpio, der Killer (Scorpio)
- 1973: Hawkins (Fernsehserie, Folge 1x01)
- 1973: Papillon
- 1974: California Cops – Neu im Einsatz (The Rookies, Fernsehserie, Folge 2x17)
- 1974: Der Sechs-Millionen-Dollar-Mann (The Six Million Dollar Man, Fernsehserie, Folge 1x06)
- 1974: Cannon (Fernsehserie, Folge 4x05)
- 1975: Die Straßen von San Francisco (The Streets of San Francisco, Fernsehserie, Folge 3x19)
- 1975/1979: Barnaby Jones (Fernsehserie, 2 Folgen)
- 1976–1977: Executive Suite (Fernsehserie, 18 Folgen)
- 1978: Giganten mit stählernen Fäusten (Deathsport)
- 1978: The Amazing Spider-Man (Fernsehserie, Folge 2x03)
- 1979/1982: Quincy (Quincy, M.E., Fernsehserie, 2 Folgen)
- 1980: Cannons Comeback (The Return of Frank Cannon, Fernsehfilm)
- 1981–1989: Dallas (Fernsehserie, 50 Folgen)
- 1984: Agentin mit Herz (Scarecrow and Mrs. King, Fernsehserie, Folge 2x05)
- 1987: Sledge Hammer! (Fernsehserie, Folge 2x13)
- 1990: Hunter (Fernsehserie, Folge 7x04)
- 1994: Walker, Texas Ranger (Fernsehserie, Folge 3x09)